# Tokyo (Yui)
Tokyo is de vijfde single van de Japanse singer-songwriter Yui. Tokyo behaalde net als Tomorrow's Way de vijftiende plek op de Oricon-hitlijst en er werden 20.123 exemplaren van verkocht.
Het liedje Tokyo gaat over de gevoelens van YUI over het verlaten van haar geboorteplaats Fukuoka om in Tokio haar muzikale dromen waar te maken. Het liedje wordt beschouwd als een tranentrekker.